# Радмирє
Радмирє (словен. Radmirje) — поселення в общині Любно, Савинський регіон, Словенія. Висота над рівнем моря: 434,7 м. 